# Перри, Эдсон
Эдсон Перри (порт. Edson Perri; 5 июня 1928, Рио-де-Жанейро — 2 августа 2025) — бразильский ватерполист, полевой игрок. Участник летних Олимпийских игр 1952 года, серебряный призёр Панамериканских игр 1951 года, бронзовый призёр Панамериканских игр 1955 года.

## Биография
Родился 5 июня 1928 года в Рио-де-Жанейро.
Играл в водное поло за «Гуанабару» из Рио-де-Жанейро.
В составе сборной Бразилии дважды выигрывал медали ватерпольных турниров Панамериканских игр: серебряную в 1951 году в Буэнос-Айресе и бронзовую в 1955 году в Мехико.
В 1952 году вошёл в состав сборной Бразилии по водному поло на летних Олимпийских играх в Хельсинки, поделившей 13—16-е места. Играл в поле, провёл 2 матча.
После завершения игровой карьеры работал тренером в сборной Бразилии и «Ботафого».
Умер 2 августа 2025 года в возрасте 97 лет.